# Йоганн Людвіґ Ґросс
Йоганн Людвіґ Ґросс (нім. Johann Ludwig Groß) — німецький художник, батько художника Фрідріха Йоганна (Федора Івановича) Ґросса.
За архівними документами, з'явився у Німецької колонії під Судаком ще в 1802 році, ще до прибуття німецьких колоністів, пізніше поселився у Сімферополі, викладав малювання у гімназії.
Був вчителем І. Айвазовського, і «відкрив» А. Фесслера.